# Appendicectomia
L'appendicectomia è l'asportazione chirurgica dell'appendice, praticata principalmente in presenza di appendicite acuta, cronica o cronicizzata (ma anche in caso di tumore), in anestesia totale o, in casi del tutto eccezionali, in anestesia locale per infiltrazione. Da alcuni anni ormai, è stata introdotta anche la video-laparo-appendicectomia che consiste nell'asportazione dell'appendice ciecale mediante tecnica video-laparoscopica.

## Tecnica chirurgica
L'intervento per l'asportazione dell'appendice ciecale prende il nome di appendicectomia.
Tale intervento, nelle sue numerose varianti tecniche, prevede di interrompere il vaso che irrora l'appendice (chiamato arteria appendicolare o arteria del mesenteriolo), di asportare l'appendice e di chiudere la breccia dell'intestino (il colon nella sua porzione iniziale che prende il nome di cieco).
Le varianti sono molteplici, come si assiste in tutti gli interventi chirurgici eseguiti su patologie abbastanza diffuse, ma a grandi linee divisibili in due categorie: le tecniche "open" o aperte (ossia con ingresso nella cavità addominale mediante taglio della cute in prossimità dell'appendice) e le tecniche laparoscopiche (ossia con utilizzo di 2-3 piccoli fori nella parete addominale  dai quali fare passare una piccola telecamera e i ferri necessari).
Gli ultimi studi eseguiti mostrano una sostanziale eguaglianza in termini di risultati tra le due tecniche, sebbene quella laparoscopica abbia due vantaggi: da una parte quello estetico (i piccoli tagli di 5 mm si possono eseguire al di sotto della "linea delle mutande" ed uno nell'ombelico) ma soprattutto la possibilità attraverso la telecamera di visualizzare tutto l'addome (impossibile con il piccolo taglio in prossimità dell'appendice eseguito con l'altra tecnica) evidenziando altre patologie che "mimano" l'appendicite, come alcune patologie ginecologiche o le malattie infiammatorie intestinali e di "pulirlo" a fondo da eventuale materiale purulento. L'altro verso della medaglia è sicuramente la maggior difficoltà della tecnica (si opera "indirettamente" e con visione bidimensionale) ed il rischio di lesione di altri organi. Tali problematiche sono gradualmente superabili con l'incremento dell'esperienza del chirurgo.
Per tali motivi la maggior parte dei centri applicano la tecnica laparoscopica nelle donne in epoca fertile (ossia dal menarca alla menopausa) ed in tutti i casi di diagnosi dubbia.

### Tecnica aperta (open)

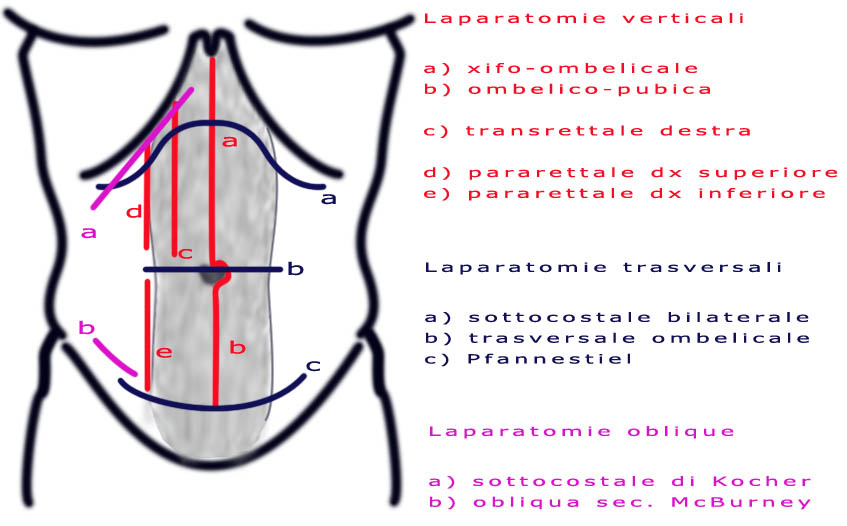
Incisioni laparotomiche.

È la tecnica più antica, eseguita dagli albori della chirurgia addominale fino ai giorni nostri. Può essere così schematizzata:
- Accesso alla cavità addominale mediante una laparatomia più o meno ampia, scelta dal chirurgo in base alla gravità del quadro clinico (eventuale presenza di piastrone, segni di peritonite, interventi pregressi) a preferenze personali, talvolta su richiesta del paziente. Consiste nella incisione della cute e degli strati successivi fino all'apertura del peritoneo parietale.
  - taglio di MacBurney: piccola incisione obliqua di circa 6–8 cm che passa nel punto di McBurney. Consente un accesso rapido alla fossa ileo-cecale e una ricostruzione della parete con ottimi risultati estetici. Offre una buona esposizione dei visceri ma risulta limitato in caso di posizione anomala del cieco e/o dell'appendice anche perché può essere allungato con difficoltà.
  - taglio di Battle - Jalaguier: ampia incisione longitudinale eseguita lungo il margine esterno del muscolo retto di destra. Offre un'ottima esposizione e inoltre, in caso di difficoltà, può essere allungato. Tecnicamente è più complesso e richiede tempi più lunghi, anche in fase di ricostruzione. Viene utilizzato nei casi di appendicite complicata.
  - taglio mediano ombelico-pubico: consiste in una ampia incisione che dall'ombelico scende fino a pochi centimetri dalla sinfisi del pube. Si ricorre a questa via di accesso molto ampia ma anche più traumatica, nel caso di dubbi diagnostici o quando si prevede di dover intervenire anche sugli organi pelvici.
  - taglio sovrapubico destro: corrisponde alla metà esterna destra della incisione di Pfannestiel che corre parallela al margine superiore del pube. Poiché i suoi esiti cicatriziali vengono ricoperti dai peli presenti nella zona è quella che offre i migliori risultati estetici e come tale è abitualmente richiesta dalle pazienti. È tuttavia da considerare la meno idonea all'intervento di appendicectomia perché nel caso di un cieco fisso e di un'appendice in posizione anomala, eventi tutt'altro che rari, rende difficoltose e spesso impossibili alcune manovre.
- Ricerca ed esposizione dell'appendice: una volta penetrati in addome il cieco e l'appendice possono risultare immediatamente evidenti. Ciò dipende dal tipo di incisione praticata ma soprattutto dalla posizione anatomica dell'appendice e dall'entità dei fenomeni infiammatori perivisceritici.
Nei casi, non rari, in cui l'organo deve essere cercato, una volta identificato il colon ascendente e quindi il cieco, si segue verso il basso il percorso della tenia anteriore che conduce alla base di impianto dell'appendice. In alternativa si può procedere alla identificazione del tratto ileale dell'intestino tenue e al suo punto di inserimento nel cieco. Pochi centimetri al di sotto di quest'angolo ileo-cecale ha sede l'impianto dell'appendice.
 Più complessa è la situazione in cui l'appendice è coperta da piastrone. In questi casi sarà necessario sbrigliare i vari organi (epiploon, anse intestinali, mesentere) dalle aderenze che li hanno fissati tra loro e all'appendice così da liberarla completamente.

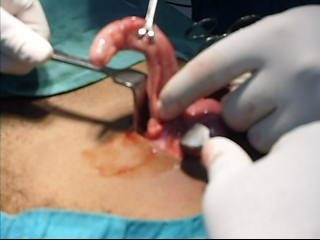
Appendicectomia. L'appendice viene sollevata verso l'esterno.

- Isolamento e sezione dell'appendice: una volta isolata, l'appendice, insieme al suo mesenteriolo viene delicatamente sollevata verso l'esterno. 
  - Si procede alla legatura del mesenteriolo e dei vasi contenuti al suo interno e quindi alla loro sezione. A questo punto rimane il corpo dell'appendice che mostra chiaramente la sua base di impianto nel cieco.
  - L'appendice viene legata alla base in modo da lasciare un moncone di pochi millimetri.
  - Si esegue una sutura a 'borsa di tabacco' sul cieco, attorno alla base dell'appendice
  - Contemporaneamente si taglia l'appendice asportandola, si introflette il suo moncone nel cieco, si serra la sutura fissandola con alcuni nodi.
Questa manovra relativamente semplice deve essere eseguita con la massima attenzione evitando accuratamente che:
  - il moncone rimanga troppo lungo. In questo caso infatti è possibile che si instauri una patologia infiammatoria sul moncone residuo: la stump appendicitis degli autori di lingua inglese[1][2]
  - vengano contaminate le strutture circostanti. È indispensabile evitare che la sezione del moncone appendicolare e quindi l'apertura del suo lume (che contiene materiale settico) contamini le strutture circostanti, in particolare la parete addominale onde evitare infezioni post-operatorie del sito chirurgico
  - la chiusura della borsa di tabacco sul cieco provochi in qualche modo stenosi alla valvola ileo-cecale situata in prossimità
- chiusura della parete a strati.

L'intervento, che è stato descritto nelle sue fasi salienti, non pone particolari problemi e si conclude in pochi minuti nel caso di appendiciti acute iniziali. Quando la malattia è in fase più avanzata o si incontrano complicazioni può risultare molto più lungo e indaginoso. Richiede nella maggior parte dei casi un ampliamento della breccia laparotomica e manovre più complesse. La presenza di una peritonite circoscritta o diffusa impone il posizionamento di un drenaggio esterno.
In queste situazioni è frequente l'infezione post-operatoria del sito chirurgico con formazione di ascessi nella parete addominale che allungano i tempi di guarigione e sono responsabili della formazione di cicatrici deturpanti.

### Tecnica chiusa
L'avvento recente delle tecniche laparoscopiche e la loro sempre maggiore diffusione ha portato a profondi cambiamenti nell'approccio chirurgico all'appendicite per la quale ottiene sempre maggiori consensi. Oltre che per la riconosciuta minore invasività della tecnica che implica un decorso post-operatorio sicuramente meno doloroso e con una ripresa più rapida delle condizioni generali e quindi un ricovero ospedaliero più breve depongono a favore dell'appendicectomia laparoscopica altri fattori:
- Possibilità di esplorare agevolmente tutta la cavità addominale consentendo, nei casi di appendice bianca di ricercare eventuali cause diverse che hanno determinato la sintomatologia.
- Possibilità di intervenire su eventuali patologie concomitanti (per esempio a carico delle ovaie).
- Rischio minimo di formazione di laparoceli post-operatori.
- Migliori risultati estetici.

Non sono ritenute controindicazioni a questo tipo di intervento le appendiciti complicate o la gravidanza

## Storia
La prima operazione di appendicectomia documentata eseguita con successo è stata nel 1735, quando il chirurgo francese Claudius Aymand descrisse la presenza di un'appendice perforata dentro la sacca erniaria di un bambino di undici anni, Hanvil Andersen, che aveva subito con esito positivo un intervento di chirurgia dell'ernia inguinale. L'operazione si eseguì con successo al St. George's Hospital di Londra. Pare che l'appendice fosse stata perforata da un oggetto appuntito inghiottito dal bambino. Questi ebbe un rapido recupero e fu dimesso un mese dopo.
Vi sono stati alcuni casi di auto-appendicectomia: uno realizzato da Evan O'Neill Kane nel 1921, ma l'operazione venne ultimata dal suo assistente; un altro fu quello di Leonid Rogozov, che dovette eseguire l'operazione da sé, poiché era l'unico dottore di una remota base in Antartide.
Tra gli anni '60 ed '80 in Europa, il consenso generale della comunità medica era che l'appendice fosse un organo vestigiale, privo di utilità, ed anzi dannoso per salute, in quanto soggetto ad infezione. In quest'ottica, l'appendicectomia divenne rapidamente l'intervento chirurgico più comune di medicina interna. Nei paesi dove opera un sistema sanitario nazionale, gli interventi chirurgici sono fonte di entrate per gli ospedali e i reparti, e questo tipo di intervento ha rappresentato per anni una grossa fonte di apporto finanziario. Successivamente è cambiato l'approccio, volto a diminuire le spese del sistema sanitario, le degenze e il rischio al paziente per complicanze post-operatorie. In Francia le operazioni sono passate da 300.000 degli anni '80 a 83.400 del 2012. Un recente studio su 900 pazienti con appendicite in Gran Bretagna, pubblicato su British Medical Journal, ha rilevato che il 63% degli interventi può essere evitato e sostituito con la terapia antibiotica.